# Myxicola infundibulum
Myxicola infundibulum é uma espécie de anelídeo pertencente à família Sabellidae. A autoridade científica da espécie é Montagu, tendo sido descrita no ano de 1808.
Trata-se de uma espécie presente no território português, incluindo a sua zona económica exclusiva.